# Hampsonodes naevia
Hampsonodes naevia är en fjärilsart som beskrevs av Achille Guenée 1852. Hampsonodes naevia ingår i släktet Hampsonodes och familjen nattflyn. Inga underarter finns listade i Catalogue of Life.